# Gerardo Sergi
Gerardo Sergi (Portoscuso, 25 marzo 1917 – Roma, 24 marzo 1944) è stato un militare italiano, insignito della medaglia d'oro al valor militare alla memoria nel corso della seconda guerra mondiale.

## Biografia
Nacque a Portoscuso, provincia di Cagliari, il 25 marzo 1917, figlio di Salvatore e Antonietta Puddu. Carabiniere nella Legione C.C. di Roma, dopo aver conseguito il diploma magistrale nel 1939, ottenne di frequentare il corso accelerato per allievi sottufficiali nella Scuola di Firenze. Promosso vicebrigadiere nel maggio 1939, dal 10 giugno dell'anno successivo venne mobilitato all'atto della dichiarazione di guerra a Francia e Gran Bretagna, e prestò servizio nella Stazione Carabinieri di Palma di Montechiaro e dal dicembre all'VIII Battaglione C.C. col quale, partito per l'Albania il 1º gennaio 1941, partecipò alla compagnia contro la Grecia. Nel giugno dello stesso anno fu trasferito alla IV Brigata Carabinieri dove nel maggio 1942 fu promosso brigadiere. Rientrato in Italia, prestava servizio in Roma nella compagnia comando dell'VIII Battaglione allorché venne dichiarato l'armistizio con gli Alleati. Rimase vittima dell'eccidio delle Fosse Ardeatine, e fu poi insignito della medaglia d'oro al valor militare alla memoria.